# مضاض أرجواني داكن
المُضاض الأرجواني الداكن أو مضاض اسود (باللاتينية: Euonymus atropurpureus) نوع نباتي يتبع جنس المُضاض من الفصيلة الحرابية (باللاتينية: Celastraceae).
ينتشر في مناطق وسط أمريكا الشمالية من أونتاريو جنوب كندا والغرب الأوسط جنوباً إلى ألاباما وفلوريدا.